# Accidente ferroviario de Odisha de 2023
El accidente ferroviario de Odisha de 2023 fue un accidente ferroviario ocurrido el 2 de junio de 2023 en las cercanías de la ciudad de Balasore, en el estado de Odisha, India. Al menos 295 personas murieron  y más de 1100 personas resultaron heridas en el incidente,  lo que lo convierte en uno de los desastres ferroviarios más mortíferos de la historia de este país surasiático.

## Antecedentes
Este accidente marca el accidente ferroviario más grave en el país desde principios del siglo XXI. A pesar de las inversiones sustanciales de los sucesivos gobiernos para mejorar la infraestructura, los accidentes de tren siguen siendo frecuentes en India, que posee una de las redes ferroviarias más grandes del mundo. La tragedia ferroviaria más devastadora en la historia de la India ocurrió en 1981, durante un ciclón en el estado de Bihar, cuando un tren de pasajeros abarrotado descarriló y se hundió en un río, lo que causó la pérdida de más de 800 vidas.

## Momento del accidente
Aproximadamente a las 19:00 IST (13:30 UTC) del 2 de junio de 2023, dos trenes de pasajeros, el 12841 Coromandel Express (entre Shalimar y MGR Chennai Central) y el 12864 SMVT Bengaluru–Howrah SF Express (entre SMVT Bengaluru y Howrah), chocaron en la línea principal Howrah-Chennai cerca de Bahanaga Bazar, en el distrito de Balasore, en el estado oriental de Odisha. Un tren de carga también estuvo involucrado en el accidente. El Coromandel Express descarriló y chocó con un tren de mercancías estacionado. El SMVT Bengaluru-Howrah SF Express se topó con los restos. Se creía que el primer tren descarriló y algunos de sus vagones volcaron y terminaron en la vía opuesta, donde fueron embestidos por el segundo tren. Uno de los trenes iba remolcado por la locomotora Clase WAP-7 37334.

## Víctimas
Según Pramila Mallik, ministra de gestión de desastres del estado de Odisha, 288 personas murieron en el accidente, mientras que más de 900 resultaron heridas. Es el accidente ferroviario más mortífero de la India en más de 20 años.
Descarrilaron dos coches sin plazas reservadas y un furgón de cola de SMVT Bengaluru – Howrah SF Express. La parte no afectada del tren que incluía la locomotora y 20 vagones partió con pasajeros hacia Howrah. En Balasore, se separó el vehículo dañado y los 19  restantes continuaron el viaje. Se informó que en los compartimentos reservados de SMVT Bengaluru – Howrah SF Express no hubo muertos ni lesiones a los pasajeros. Las autoridades dijeron que llevará tiempo averiguar la identidad de los pasajeros del vagón sin plazas reservada.

## Investigación
Una investigación preliminar realizada por funcionarios de la división ferroviaria de Kharagpur indica la siguiente secuencia de eventos que ocurrieron en el lugar del accidente:
- El Coromandel Express se dirigía hacia Chennai en una línea hacia el sur a una velocidad de 128 km/hy inicialmente se le dio la señal para continuar en la línea principal por la que se acercaba. Sin embargo, por razones desconocidas, la señal se retiró de la línea principal y la ruta se cambió a una línea circular adyacente a la línea principal.
- Luego, el Coromandel Express golpeó la parte trasera de un tren de mercancías parado que estaba en la línea circular, lo que provocó que la locomotora del Coromandel Express trepara sobre el vagón del tren de mercancías y también el descarrilamiento de sus 22 vagones.
- Mientras tanto, Bengaluru-Howrah SF Express, que se dirigía hacia Howrah en la línea norte a una velocidad de 116 km/h, cruzaba el Coromandel Express en dirección opuesta. Casi cruzó al otro tren excepto por la parte trasera.
- Cuando el Coromandel Express descarriló, 3 de sus vagones golpearon a los últimos 2 vagones de Bengaluru-Howrah SF Express y, en consecuencia, estos 5 vagones vieron el máximo de víctimas.

Las autoridades ferroviarias afirmaron que aún no se había desplegado el sistema anticolisión en la vía donde se produjo el abordaje, a pesar de que en los seis meses anteriores al incidente les habían advertido dos veces sobre la falta del sistema de señalización anticolisión y otras deficiencias que contribuyeron a provocando el descarrilamiento. En febrero de 2023, el principal gerente de operaciones de la zona de South Western Railways había escrito a las autoridades después de que Yesvantpur-Hazrat Nizamuddin Sampark Kranti Express escapó por poco de una colisión. Había advertido a South Western Railways que habría descarrilamientos si las fallas en el sistema de señalización no se solucionaban. Un informe de diciembre de 2022 sobre descarrilamientos del Contralor y Auditor General de la India advirtió que la falta de personal adecuado en el departamento de seguridad de Indian Railways afectaría la calidad del mantenimiento. El informe también indicó que los fondos de seguridad ferroviaria no habían alcanzado su objetivo todos los años durante los últimos cuatro años. Ese informe contradijo las afirmaciones de Indian Railways de que el accidente no fue un reflejo de problemas de seguridad más profundos en el sistema.
El 4 de junio, el ministro de Ferrocarriles, Ashwini Vaishnaw, afirmó que un "cambio en el enclavamiento electrónico", un error en las señales electrónicas, provocó el accidente.
El miembro de la Junta de Ferrocarriles, Jaya Varma, dijo que el sistema de enclavamiento electrónico es "a prueba de fallas" en el 99,9% de los casos, pero el raro caso de falla podría indicar una interferencia.

## Respuesta
Indian Railways puso a disposición los gráficos de reserva de ambos trenes de pasajeros en su sitio web. Los ferrocarriles y los gobiernos de Odisha y Bengala Occidental también emitieron números de línea de ayuda.  Según el secretario en jefe de Odisha, Pradeep Jena, se movilizaron tres unidades de la Fuerza Nacional de Respuesta a Desastres (NDRF), cuatro unidades de la Fuerza de Acción Rápida de Desastres de Odisha, más de 15 equipos de rescate de incendios, 100 médicos, 200 policías y 200 ambulancias para el rescate y operaciones. Se informó que otros cuatro equipos de la NDRF se dirigían al lugar del accidente. Las empresas de autobuses locales ayudaron a transportar a los pasajeros heridos. Los civiles locales proporcionaron agua a los pasajeros y los ayudaron a recuperar su equipaje cuando fue posible.
La búsqueda y recuperación de pasajeros atrapados y heridos continuó durante la noche del 2 de junio y concluyó en la tarde del 3 de junio. Se utilizaron perros de búsqueda para encontrar supervivientes. South Eastern Railway anunció que habían comenzado los esfuerzos para restaurar el lugar del accidente.
Para la noche del 3 de junio, funcionarios del gobierno de Odisha dijeron que 1175 personas habían sido ingresadas en hospitales como resultado del accidente; 793 de esas personas habían sido liberadas y 382 aún estaban en tratamiento. Los hospitales locales se vieron abrumados por la afluencia de heridos, pero trabajaron para brindarles a los pacientes la atención adecuada. Varios lugareños de Balasore, Bhadrak y Cuttack acudieron a los hospitales para donar sangre.
Los cuerpos de los pasajeros fallecidos fueron llevados a una escuela secundaria local, elegida por sus espacios abiertos y su ubicación cercana al lugar del accidente.  La identificación de los cuerpos se hizo más difícil debido a quemaduras u otros traumatismos, lo que provocó que los funcionarios usaran equipaje, teléfonos y otras pertenencias para tratar de identificar a los pasajeros.

## Repercusiones

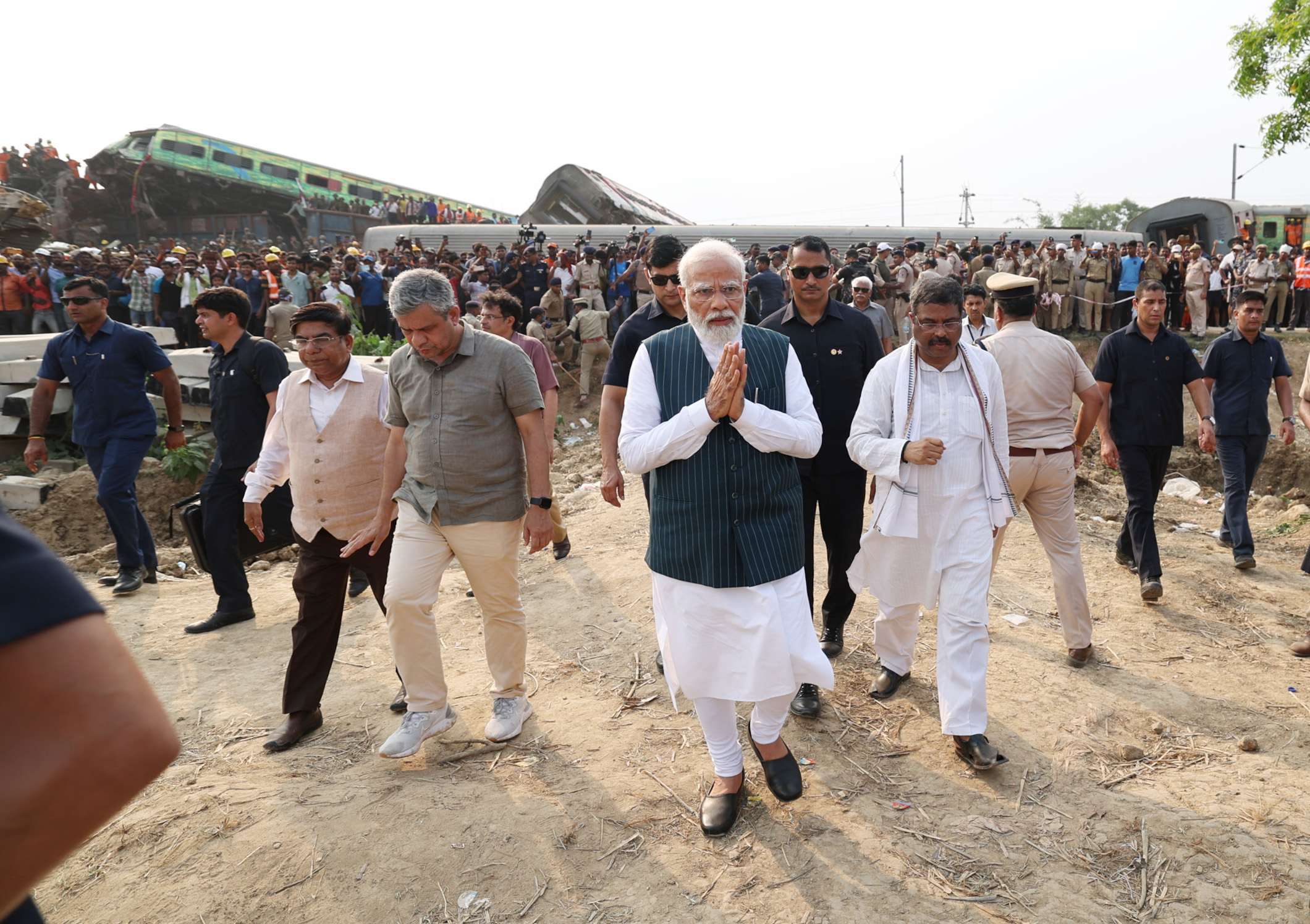
El primer ministro hindú Narendra Modi visitando el sitio del siniestro el 3 de junio del 2023

Los ferrocarriles anunciaron que pagarían una compensación de ₹ 10 lakh ($ 13495) a las familias de los fallecidos, ₹ 2 lakh ($ 2699) a los heridos graves y ₹ 50,000 ($ 675) a aquellos con heridas leves. Además, se otorgaría una compensación ex gratia de ₹ 2 lakh del PMNRF a las familias de los fallecidos y ₹ 50,000 a los heridos..
La ministra principal de Bengala Occidental, Mamata Banerjee, anunció que se pagarían 5 lakh de rupias ($6748) en compensación a las familias de los pasajeros de Bengala Occidental que habían muerto, 1 lakh de rupias ($1350) a los que habían resultado gravemente heridos y 50 000 rupias a aquellos con heridas leves.
Después del accidente, NDTV informó que al menos 48 trenes en la ruta afectada habían sido cancelados, 39 trenes habían sido desviados a una ruta diferente y 10 habían tenido una terminación corta; Hindustan Times informó que más de 150 trenes se vieron afectados.  Se canceló la carrera inaugural del Mumbai CSMT – Madgaon Vande Bharat Express, que estaba programada para el 3 de junio.  El Ministerio de Aviación Civil ordenó a las aerolíneas que se aseguraran de que las tarifas aéreas no aumentaran en respuesta al aumento de la demanda de viajes. Las tarifas de los autobuses en la región, sin embargo, mostraron un fuerte aumento.
Dos trenes, el SMVT Bengaluru-Howrah SF Express y un tren especial, llegaron a Howrah el 3 de junio con 643 pasajeros. Se hicieron arreglos para las necesidades médicas de los pasajeros en la estación. Los heridos críticos ya habían sido hospitalizados en Balasore. La Oficina Regional de Transporte dispuso autobuses para llevar a los pasajeros a casa.  Otro tren partió de Bhadrak hacia Chennai con 195 pasajeros varados. Según un funcionario, también abordaría pasajeros de Coromandel Express en estaciones en el camino. El 3 de junio, un autobús que transportaba pasajeros desde el lugar del accidente hasta las instalaciones médicas en Bengala Occidental se estrelló contra otro vehículo en Medinipur, Bengala Occidental. Algunos pasajeros pueden haber sufrido heridas leves.  El servicio de trenes de pasajeros se reanudó tras la colisión de Balasore el 5 de junio después de más de 51 horas de trabajo de restauración.

## Reacciones
El primer ministro de la India, Narendra Modi, expresó su angustia por el incidente y expresó sus pensamientos a las familias en duelo. El escribió: «Las operaciones de rescate se encuentran actualmente bajo tierra en el lugar del percance, y se está brindando toda la asistencia necesaria a los afectados». Mientras tanto, el ministro del Interior, Amit Shah, describió el incidente como «profundamente angustioso».
El Ministro Principal de Odisha Naveen Patnaik y el ministro Principal de Bengala Occidental Mamata Banerjee expresaron su preocupación por el desastre. Los líderes de los países vecinos de la India y de todo el mundo expresaron sus condolencias por la pérdida de vidas y brindaron su apoyo a la India.
El Ministro Principal de Odisha Naveen Patnaik declaró un día de luto. El ministro principal de Tamil Nadu, MK Stalin, declaró un día de luto y anunció una compensación de ₹ 5 lakh (US $ 6300) para los familiares de los que habían muerto.
Muchos partidos de oposición, incluidos el Congreso Nacional Indio, el Congreso Trinamool, el Partido Comunista de la India (marxista) y el Partido Comunista de la India, pidieron la renuncia del Ministro de Ferrocarriles Vaishnaw.
Mallikarjun Kharge, presidente del Comité del Congreso de toda la India, se refirió a una carta de febrero en la que cuestionaba al Ministerio de Ferrocarriles sobre su supervisión de una advertencia crucial. El exministro de Ferrocarriles también criticó al Gobierno por no implementar el sistema anti-colisión de trenes. Dijo que tanto el primer ministro Modi como el ministro de Ferrocarriles Vaishnaw parecían reacios a reconocer la existencia de problemas.
El 4 de junio, Vaishnaw dijo que la junta ferroviaria había recomendado una investigación del CBI.